# 格西龍
格西龍（學名："Ngexisaurus"）是虛骨龍類恐龍的一屬，生存於侏羅紀中期的中國。模式種是達布卡格西龍（"N. dapukaensis"），是由趙喜進在1983年提出的。格西龍被分類在虛骨龍類，被認為是一小型的獸腳亞目。由於這個時期的獸腳亞目資料不多，所以牠引起了古生物學家的興趣，但是牠始終未被正式描述、命名，目前是個無資格名稱。

## 外部連結
- "Ngexisaurus" in the Dinosaur Encyclopedia （页面存档备份，存于） at DinoRuss' Lair
- "Ngexisaurus" at the Taxonomicon （页面存档备份，存于）